# Karel Holle

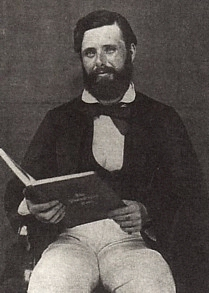
K.F. Holle

Karel Frederik Holle  (Amsterdam, 9 oktober 1829 – Buitenzorg (Indië), 3 mei 1896) was ondernemer in Nederlands-Indië en publicist. Hij was de oudste zoon van suikerraffineur Pieter Holle en Alexandrine Albertine van der Hucht.

## Naar Indië
Nadat zijn vader in 1836 vergeefse pogingen had gedaan een suikerraffinaderij in Koblenz te starten gingen Karels ouders met het gezin van Karels oom Willem van der Hucht in 1843 naar Nederlands Indië om daar hun geluk te zoeken. Karels oom kreeg werk bij een theeonderneming. Karels vader werd administrateur van de koffieplantage Bolang bij Buitenzorg, maar stierf al in 1845. Daarna kreeg Karel, samen met de kinderen van gouverneur-generaal Jan Jacob Rochussen (1845-1851), thuisonderwijs in Batavia.

## Theeplantage

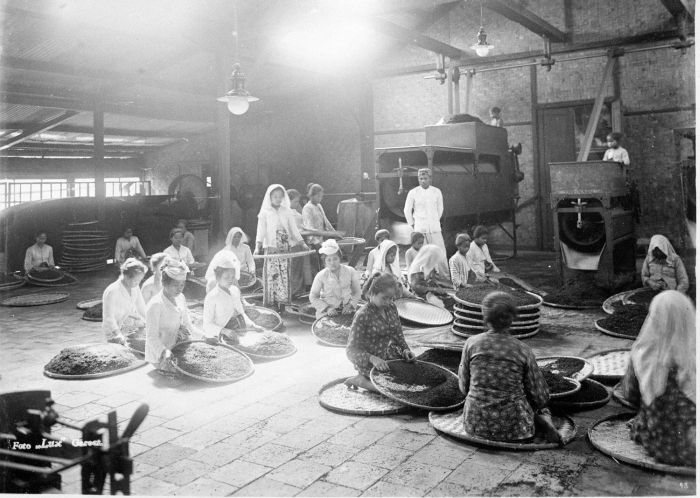
Javaanse vrouwen sorteren op platte manden de thee op een plantage in de Preanger

In 1846 werd Karel Holle aangesteld als klerk op het residentiebureau in Tjiandjoer in West-Java. In de korte tijd dat hij in dienst was bij het Indische Gouvernement maakten de Soendalanden en de Soendanezen een enorme indruk op de jongen. Na zijn benoeming in 1847 tot klerk bij de directie der Kultures in Batavia en vervolgens tot derde commies bij de directie der Middelen en Domeinen, werd hij in 1853 benoemd tot eerste commies. Op 27-jarige leeftijd werd hij in 1858 administrateur op de onderneming Tjikadjang op West-Java. In 1865 huurde hij grond op de noordhelling van de berg Tjikoerai, zo'n dertien kilometer ten zuiden van Garoet in Preanger. Dit stuk wildernis maakte hij tot plantage met de naam 'Waspada', Indonesisch voor 'Wees op je hoede'.

## Landbouwvoorlichting
Als een van de 'Heren van de thee' trachtte hij de belangen van de Soendanese bevolking met hun eigen taal en cultuur te verenigen met die van de particuliere ondernemer. Voor de ontwikkeling van de plantage had hij zijn eigen 'Methode-Holle'. Hij schreef hier vanaf 1871 over in zijn tijdschrift "De Vriend van den Javaanschen Landman". Als eerste 'landbouwvoorlichter' in Indië deed hij proeven om de Soendanese boeren te bewijzen dat met zijn methode van een hogere rijstopbrengst rijstbouw mogelijk was. Om de kloof tussen de inheemse elite en de Europeanen te verkleinen vertaalde hij het blad in het Javaans, Soendanees en Madoerees. In zijn meer dan tweehonderd publicaties schreef hij over als de teelt van zoetwatervis en de rijstcultuur. Ook ageerde hij tegen bodemerosie en roofbouw op de grond.

## Waardering
Holle sprak vloeiend Soendanees, was een kenner van de koran en bestudeerde vele oud-Javaanse teksten. Hij zette zich in voor welzijn en welvaart van de Soedanezen via landbouwvoorlichting, onderwijsbevordering, taalontsluiting en historisch onderzoek. Hij streefde naar een beleid dat de belangen van volk, overheid en ondernemer verenigde. Voor deze idealistische opstelling werd hij door kolonisator en gekoloniseerde erg gewaardeerd. Om zijn grote kennis werd hij aangesteld als onbezoldigd overheidsadviseur. Hierdoor had hij grote invloed op het bestuurlijk en economisch beleid in West-Java. Holle had bemoeiingen met landbouw en nijverheid, met onderwijs en taal en bestuur. In de Preanger begon hij een kweekschool voor inheemse onderwijzers.
Holle schreef ook over onderwerpen uit de Soendanese cultuur als Oudsoendanese inscripties en Soendanese spreekwoorden, en over herendiensten. Verder bemoeide Holle zich met kleding van inheemse hoofden, met de bedevaart naar Mekka, met de Nederlandse houding tegenover de islamitische politieke idealen. In de moskeehoofd van Garoet, Raden Hadji Moehamad Moesa kreeg hij een boezemvriend en bondgenoot. Deze schreef o.a. het boek (in de Soendanese taal en handschrift) "Pandjiwoeloeng". Met hulp van Moesa schreef Holle leer- en leesboeken voor inlanders. Alle zestien kinderen van zijn vriend Moesa kregen van hem dan ook een Europese opleiding. Op politiek gebied drong hij aan op maatregelen tegen de 'fanatieke' Islam. Moslims zouden hun godsdienstplichten vrij moeten kunnen vervullen, maar wel met scheiding van religie en politiek. Holle zat daarbij op een lijn met gouverneur-generaal C. Pijnacker Hordijk en attachee C. Snouck Hurgronje. Eind 1871 werd hij hiervoor beloond door zijn benoeming tot Adviseur Honorair voor Inlandsche Zaken bij het departement van Binnenlandsch Bestuur.

## Monument

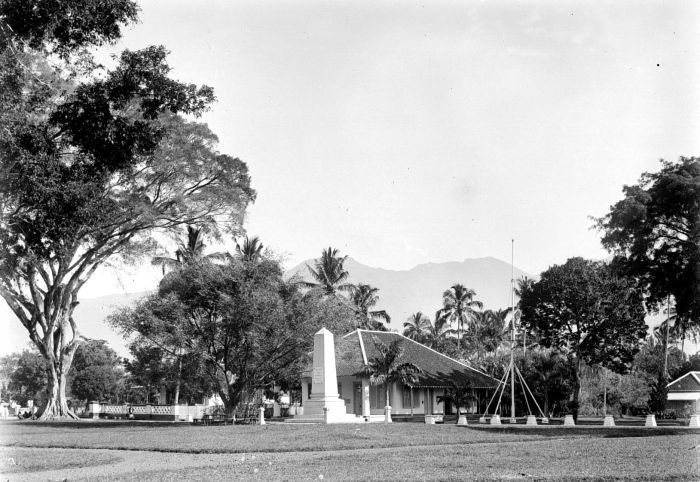
Het monument voor Karel Frederik Holle op de alun-alun in Garoet 1901

Na een teruglopende gezondheid verliet Holle in 1889 zijn modelboerderij 'Waspada' en vestigde zich in Buitenzorg. De bevlogen Holle stierf berooid in Buitenzorg.
Holle ligt begraven in Tanah Abang, de begraafplaats van Djakarta. In 1899 werd een monument voor hem opgericht op het centrale plein alun-alun van het provinciestadje Garoet. Op de obelisk staat een bronzen portret met als opschrift Vriend van den landman.
Op basis van bewaard gebleven brieven  schreef de Nederlandse schrijfster Hella Haasse over— Hollandse plantagehouders in de Preanger, de historische roman De Heren van de Thee. Ook de naam van Karel Frederik Holle komt voor in haar boek.

## Woordenlijsten
- Stokhof, W.A.L. editor. Holle lists: Vocabularies in languages of Indonesia, Vol. I: Introductory volume. D-17, vi + 154 pages. Pacific Linguistics, The Australian National University, 1980. DOI:10.15144/PL-D17
- Stokhof, W.A.L. editor. Holle lists: Vocabularies in languages of Indonesia, Vol. 2: Sula and Bacan Islands, North Halmahera, South and East Halmahera. D-28, iv + 329 pages. Pacific Linguistics, The Australian National University, 1980. DOI:10.15144/PL-D28
- Stokhof, W.A.L. editor. Holle lists: Vocabularies in languages of Indonesia, Vol. 3/1: Southern Moluccas, Central Moluccas, Seram (1). D-35, iv + 204 pages. Pacific Linguistics, The Australian National University, 1981. DOI:10.15144/PL-D35
- Stokhof, W.A.L. editor. Holle lists: Vocabularies in languages of Indonesia, Vol. 3/2: Central Moluccas, Seram (I1). D-44, iv + 211 pages. Pacific Linguistics, The Australian National University, 1981. DOI:10.15144/PL-D44
- Stokhof, W.A.L. editor. Holle lists: Vocabularies in languages of Indonesia, Vol. 3/3: Central Moluccas, Seram (II1), Haruku, Banda, Ambon (I). D-49, vi + 219 pages. Pacific Linguistics, The Australian National University, 1982. DOI:10.15144/PL-D49
- Stokhof, W.A.L. editor. Holle lists: Vocabularies in languages of Indonesia, Vol. 3/4: Central Moluccas: Ambon (II), Buru, Nusa Laut, Saparau. D-50, iv + 185 pages. Pacific Linguistics, The Australian National University, 1982. DOI:10.15144/PL-D50
- Stokhof, W.A.L. editor. Holle lists: Vocabularies in languages of Indonesia, Vol. 4: Talaud and Sangir Islands. D-51, iv + 317 pages. Pacific Linguistics, The Australian National University, 1982. DOI:10.15144/PL-D51
- Stokhof, W.A.L. editor. Holle lists: Vocabularies in languages of Indonesia, Vol. 5/1: Irian Jaya: Papuan languages, Northern languages, Central Highlands languages. D-53, iv + 249 pages. Pacific Linguistics, The Australian National University, 1983. DOI:10.15144/PL-D53
- Stokhof, W.A.L. editor. Holle lists: Vocabularies in languages of Indonesia, Vol. 5/2: Irian Jaya: Austronesian languages; Papuan languages, Digul area. D-52, iv + 190 pages. Pacific Linguistics, The Australian National University, 1982. DOI:10.15144/PL-D52
- Stokhof, W.A.L. editor. Holle lists: Vocabularies in languages of Indonesia, Vol. 6: The Lesser Sunda Islands (Nusa Tenggara). D-59, iv + 341 pages. Pacific Linguistics, The Australian National University, 1983. DOI:10.15144/PL-D59
- Stokhof, W.A.L. editor. Holle lists: Vocabularies in languages of Indonesia, Vol. 7/1: North Sulawesi: Gorontalo group and Tontoli. D-61, iv + 243 pages. Pacific Linguistics, The Australian National University, 1983. DOI:10.15144/PL-D61
- Stokhof, W.A.L. editor. Holle lists: Vocabularies in languages of Indonesia, Vol. 7/2: North Sulawesi: Philippine languages. D-60, vi + 333 pages. Pacific Linguistics, The Australian National University, 1983. DOI:10.15144/PL-D60
- Stokhof, W.A.L. editor. Holle lists: Vocabularies in languages of Indonesia, Vol. 7/3: Central Sulawesi: South-West Sulawesi. D-62, iv + 255 pages. Pacific Linguistics, The Australian National University, 1984. DOI:10.15144/PL-D62
- Stokhof, W.A.L. editor. Holle lists: Vocabularies in languages of Indonesia, Vol. 7/4: South-East Sulawesi and neighbouring islands, West and North-East Sulawesi. D-66, iv + 294 pages. Pacific Linguistics, The Australian National University, 1985. DOI:10.15144/PL-D66
- Stokhof, W.A.L. editor. Holle lists: Vocabularies in languages of Indonesia, Vol. 8: Kalimantan (Borneo). D-69, iv + 210 pages. Pacific Linguistics, The Australian National University, 1986. DOI:10.15144/PL-D69
- Stokhof, W.A.L. editor. Holle lists: Vocabularies in languages of Indonesia, Vol. 9: Northern Sumatra. D-71, iv + 319 pages. Pacific Linguistics, The Australian National University, 1985. DOI:10.15144/PL-D71
- Stokhof, W.A.L. editor. Holle lists: Vocabularies in languages of Indonesia, Vol. 10/1: Minangkabau and languages of Central Sumatra. D-74, iv + 234 pages. Pacific Linguistics, The Australian National University, 1987. DOI:10.15144/PL-D74
- Stokhof, W.A.L. editor. Holle lists: Vocabularies in languages of Indonesia, Vol. 10/2: Southern Sumatra. D-75, iv + 191 pages. Pacific Linguistics, The Australian National University, 1987. DOI:10.15144/PL-D75
- Stokhof, W.A.L. editor. Holle lists: Vocabularies in languages of Indonesia, Vol. 10/3: Islands off the west coast of Sumatra. D-76, iv + 209 pages. Pacific Linguistics, The Australian National University, 1987. DOI:10.15144/PL-D76
- Stokhof, W.A.L. with Almanar, A.E. editors. Holle lists: vocabularies in languages of Indonesia Vol. 11: Celebes, Alor, Ambon, Irian Jaya, Madura, and Lombok. D-81, vi + 310 pages. Pacific Linguistics, The Australian National University, 1987. DOI:10.15144/PL-D81